# Pappi (ö i Norra Karelen)
Pappi är en ö i Finland. Den ligger i sjön Pyhäselkä och i kommunen Joensuu i den ekonomiska regionen  Joensuu ekonomiska region  och landskapet Norra Karelen, i den sydöstra delen av landet, 400 km nordost om huvudstaden Helsingfors. Öns area är 9,4 hektar och dess största längd är 0,7 kilometer i nord-sydlig riktning.